# Erik Klipping
Erik Klipping, Erik V Kristoffersson, född 1249, död 22 november 1286, var kung av Danmark 1259–1286. Han var son till sin företrädare kung Kristofer I och Margareta Sambiria av Pommerellen. 
Vid faderns död 1259 låg danska kronan i konflikt med ärkebiskop Jacob Erlandsen och Köpenhamn var intaget och Själland invaderat av furst Jarimar av Rügen och hertig Erik Abelsen av Slesvig. Både Sverige och Norge ställde anspråk på den danska tronen genom den tidigare kungens Erik Plogpennings döttrar Sofia och Ingeborg. Den tioårige Erik kröntes juldagen 1259 i Viborgs domkyrka. Eriks mor, änkedrottning Margareta Sambiria, var rikets regent under hans omyndighet. Konflikten med Erik Abelsen bilades 1260 då denne blev hertig av Sønderjylland. Den blossade snabbt upp igen och under slaget på Lohede 1261 tillfångatogs både änkedrottningen och Erik Klipping. Margareta frigavs året därpå, men Erik släpptes först när han blev myndig 1264.
Erik blandade sig i tronstriderna mellan Birger jarls söner Valdemar och Magnus i Sverige. Erik stödde först Magnus och senare Valdemar. År 1277 härjade danska styrkor långt in i Sverige. För att finansiera dessa äventyr genomförde Erik "klippning" (devalvering) av landets valuta, vilket förmodligen gav upphov till hans tillnamn.
Erik Klipping gifte sig den 11 november 1273 i Slesvig med Agnes av Brandenburg. Paret fick följande barn:
1. Erik Menved (1274–1319), kung av Danmark
2. Kristofer II (1276–1332), kung av Danmark
3. Märta (död 1341), Sveriges drottning genom sitt äktenskap med kung Birger Magnusson
4. Rikissa (död 1308), furstinna av Mecklenburg-Werle genom sitt äktenskap med furst Nikolaus II
5. Katarina (född och död 1283)
6. Elisabet (född och död 1283)
7. Valdemar (död 1304)

Erik utmanade starka adelsintressen och 1282 tvingades han genom en så kallad handfästning att ge danehoffet, stormannaklassens främsta organ, ökat inflytande framförallt över lagstiftningen. Ett aristokratiskt missnöje med Eriks regim kvarstod dock. Den 22 november 1286 blev han mördad i Finderup i Jylland, och nio stormän dömdes året därpå fredlösa för mordet.
Erik Klipping är begravd i Viborgs domkyrka.